# Schalkenried
Schalkenried (westallgäuerisch: Schalkhəriəd) ist ein Gemeindeteil des Markts Scheidegg im bayerisch-schwäbischen Landkreis Lindau (Bodensee).

## Geographie
Der Weiler liegt circa einen Kilometer südöstlich des Hauptorts Scheidegg und zählt zur Region Westallgäu.

## Ortsname
Der Ortsname setzt sich aus dem Personennamen Schalk und dem Grundwort -ried zusammen.

## Geschichte
Südlich des Orts, beim Flur Hinterrain, befand sich im Mittelalter und in der frühen Neuzeit ein Burgstall. Schalkenried wurde erstmals im Jahr 1569 erwähnt. Im Jahr 1622 wurde die katholische Pestkapelle St. Martina im Ort erbaut. Während des Dreißigjährigen Kriegs befand sich südöstlich des Orts eine Bauernfliehburg. 1770 fand die Vereinödung Schalkenrieds mit sieben Teilnehmern statt. Schalkenried gehörte einst der Herrschaft Altenburg an.

## Baudenkmäler
Siehe: Liste der Baudenkmäler in Schalkenried